# Valeri Minkenen
Valeri Minkenen (* 9. April 1989 in Leningrad) ist ein ehemaliger, in Russland geborener finnischer Fußballspieler.

## Karriere
Valeri Minkenen wurde 1989 im früheren Leningrad geboren, das man heute wieder als St. Petersburg kennt. Nach dem Zerfall der Sowjetunion wanderte er wie viele andere ingermanländische Finnen mit seiner Familie nach Finnland aus. Bekannte andere Fußballspieler, die ebenfalls in Russland geboren wurden und die finnische Staatsangehörigkeit besitzen, sind beispielsweise Alexei und Roman Eremenko. 
Als Kind trat Minkenen dem HJK Helsinki bei. Beim finnischen Rekordmeister aus der Veikkausliiga kam der Mittelfeldspieler allerdings zu keinem Einsatz im Profibereich. Während seiner Zeit beim Verein aus der Hauptstadt Helsinki wurde er im Jahr 2007 leihweise zum Ligakonkurrenten AC Oulu ausgeliehen. Dort debütierte er am 1. Spieltag der Saison 2007 gegen den FC Viikingit. Den ersten und einzigen Treffer während seiner Zeit beim Helsinkier Stadtteilverein aus Vuosaari konnte er gegen den FC Lahti erzielen. 
Nachdem der Vertrag bei HJK ausgelaufen war, wechselte er ablösefrei zum Ligarivalen Haka Valkeakoski. In den beiden Spielzeiten dort kam er meistens als Einwechselspieler auf den Platz. 
Im März 2010 unterschrieb Minkenen einen Zweijahresvertrag beim estnischen Rekordmeister FC Flora Tallinn. Beim FC Flora war er gleich in seiner Debütsaison fester Bestandteil der Meistermannschaft 2010 unter Trainer Martin Reim. Am ersten Spieltag erzielte er gegen JK Kalev Sillamäe gleich sein erstes Tor für Flora, den 2:1-Siegtreffer in der 23. Spielminute. Minkenen erfüllt bei Flora eine kleine Tradition von finnischen Fußballspielern, so waren Jonatan Johansson, Juha Hakola, Jasse Jalonen sowie Pasi Rautiainen beim Verein aus dem Baltikum unter Vertrag. Im Estnischen Pokal 2010/11 gewann er mit Flora den Titel im Finale gegen JK Trans Narva mit 2:0, den Führungstreffer durch Markus Jürgenson bereitete er vor.
Als amtierender Meister nahm Minkenen mit Flora an der Champions League teil, dort startete der Hauptstadtklub in der 2. Qualifikationsrunde gegen die Shamrock Rovers aus Irland. Im Hinspiel in Dublin trafen die Rovers in der 33. Spielminute in Person von Chris Turner, kurz vor dem Führungstreffer wurde Markus Jürgenson im irischen Strafraum zu Fall gebracht, wonach Minkenen zum Elfmeter antrat, aber am kanadischen Schlussmann der Rovers Alan Mannus scheiterte. Nach 90 Spielminuten stand es 0:1 aus der Sicht der Finnen und Flora Tallinn. Am Ende der Spielzeit 2012 löste Minkenen den Vertrag bei Flora in gegenseitigen Einvernehmen mit dem Verein.
Am 12. Februar 2013 unterzeichnete er einen Einjahresvertrag bei KTP Kotka. Nach einem kurzen Intermezzo bei Myllykosken, kehrte er im Sommer 2014 zu Kotka zurück, wo er bis 2017 51 Ligaspiele bestritt und drei Tore erzielte. Anschließend kehrte er nach Helsinki zurück, wo er im Sommer 2018 seine Karriere beendete.

## Erfolge
FC Flora Tallinn
- Estnischer Meister: 2010, 2011
- Estnischer Supercupsieger: 2011, 2012
- Estnischer Pokalsieger: 2011